# Зощук, Яков Григорьевич
Яков Григорьевич Зощук (1906—1987) — работник сельского хозяйства, звеньевой по выращиванию зерновых культур.

## Биография
Родился в 1906 году в с. Рея ныне Бердичевского района Житомирской области. Украинец.
В неполные 16 лет Яков стал разноробочим в местном совхозе по выращиванию хмеля «Рея» — одном из первых государственных коллективных предприятий Житомирщины, которое было основано в 1920 году. Позже стал звеньевым этого хозяйства.
В 1940 году принимал участие во Всесоюзной сельскохозяйственной выставке. В этом же году был призван на один год в Красную Армию, в связи со сложным международным положением срок его службы был продолжен на год. Но началась Великая Отечественная война и Яков Зощук стал её участником, пройдя войну от начала до конца.
После войны вернулся на родину в родное село и стал работать звеньевым по выращиванию зерновых в совхозе. В 1947 году его звено на площади в 12 га вырастило по 32,8 ц зерна с каждого гектара. За выращивание в первые послевоенные годы высоких урожаев зерновых культур, в апреле 1948 года Якову Григорьевичу было присвоено звание Героя Социалистического Труда.
Неоднократно Зощук принимал участие во Всесоюзных сельскохозяйственных выставках, награждался дипломами и премиями. В 1951 году земляки выбрали его председателем исполкома Рейского сельского совета.
Умер Яков Григорьевич в 1987 году.

## Память
- В 1988 году на его могиле была установлена стела из мраморной крошки, в центре которой находится портрет и чёрная гранитная доска с мемориальной надписью.[2]
- В один из своих приездов в Бердичев скульптор Пётр Криворуцкий заинтересовался Героем и создал его бюст, который вошел в фонды музея истории города Бердичева.

## Награды
- Герой Социалистического Труда (1948).
- Награждён орденом Ленина (1948) и медалями.